# Nick Ross (football)
Pour les articles homonymes, voir Nick Ross (homonymie) et Ross.
Nick Ross, né le 11 novembre 1991 à Inverness, est un footballeur écossais, qui joue au poste de milieu de terrain au Republic de Sacramento en USL Championship.

## Palmarès
- Inverness Caledonian Thistle
  - Vainqueur de la Coupe d'Écosse en 2015